# Adelaide av Susa
Adelaide av Susa, född 1014, död 1091, var regerande markisinna, av Susa, Ivrea, Auriate, Aosta och Turin från 1034 till 1091.

## Biografi
Adelaide var dotter till markis Ulrik Manfred II av Turin (död 1034). 
Hon var gift första gången 1037 med hertig Herman IV av Schwaben (d. 1038), andra gången 1041 med markis Henrik av Montferrat (död 1045) och tredje gången 1046 med greve Otto av Savojen (död 1060). Adelaide var också Savojens regent, formellt som förmyndare för sin Amadeus II av Savojen 1060-68, och sedan informellt under sina söner Amadeus II och Peter I av Savojen fram till sin 1080.   
Hon agerade medlare som diplomat under konflikten mellan Henrik IV (tysk-romersk kejsare) och påven, och mellan Henrik och Rudolf av Rheinfelden, som båda var hennes svärsöner. Som politiker motsatte hon sig de gregorianska reformerna och hävdade den lokala kyrkans oberoende mot påvemakten.